# داگفین فولسدال
داگفین فولسدال (Dagfinn Føllesdal) متولد ۲۲ ژوئن ۱۹۳۲ فیلسوف آمریکایی-نروژی است.

## آثار فلسفی
فولسدال دربارهٔ موضوعات مربوط به فلسفه زبان، پدیدارشناسی، اگزیستانسیالیسم و هرمنوتیک نوشته‌های بسیاری دارد. او شاگرد کواین بوده‌است و از متخصصان برجسته نامعین بودن ترجمه است.

## آثار مهم
- ابهام ارجاعی و منطق موجهات(Oslo: Universitetsforlaget, 1966).